# Life of a Dark Rose
Life of a Dark Rose es el cuarto mixtape del rapero estadounidense Lil Skies, lanzado el 10 de enero de 2018 por All We Got Entertainment y Atlantic Records. El mixtape debutó en el número 23 y alcanzó el puesto número diez en la lista Billboard 200 en Estados Unidos.

## Sencillos
Después del lanzamiento del sencillo "Red Roses", la pista "Lust" del álbum, que fue producido por CashMoneyAP y Menoh Beats, se lanzó como sencillo promocional el 15 de diciembre de 2017. También lanzó el sencillo del álbum, "Nowadays", en diciembre de 2017. Lanzó un nuevo video para "Nowadays" el 17 de diciembre de 2017. Después de lanzar "Red Roses" y "Lust" en la segunda mitad de 2017, Lil Skies firmó con Atlantic Records. "Lust" ha sido certificado oro, mientras que "Red Roses" y Nowadays han sido certificados platino.
El álbum en sí fue lanzado el 10 de enero de 2018 con 14 canciones y solo una aparición especial, de Landon Cube, que aparece en dos pistas,: Nowadays y Red Roses.

## Recepción
Pitchfork le dio una puntuación de 6,4/10, y el crítico Evan Rytlewski escribió que la letra tenía un significado "muy simple", y que la música no era original. Sin embargo, también dijo que el álbum era un "relajado 40 minutos de trap azucarado y música suave y alegremente nebulosa", que usaba sonidos "del momento sin adelantarlos mucho". Sin asignarle una calificación numérica, Paul Simpson de Allmusic dijo que el lanzamiento "generalmente se siente fácil, relajado y sin complicaciones, con ritmos brumosos de trap acompañados de rapeos/cantos sencillos y sin Auto-Tune de Skies.
Uproxx le dio una crítica positiva, diciendo en el titular que había "el pulido de un veterano experimentado" en el álbum, con Lil Skies "mezclando mucha influencia de la nueva escuela con su propia entrega suave y pulida". Dándole una puntuación de 3,2 de 5, HipHopDX elogió las pistas "Red Roses" y "Nowadays" como lo más destacado del álbum, y dijo que el resto de las pistas eran "eh", incluso si estaban "pulidas" con ritmos pegadizos y buena producción.

## Desempeño comercial
Life of a Dark Rose debutó en el número 23 en el Billboard 200 de EE.UU.También abrió en el número 13 en la lista de álbumes Top Rap de EE. UU. y en el número 16 en la lista de álbumes Top R & B / Hip-Hop de EE. UU. La canción "Nowadays" del álbum, con Landon Cube, alcanzó el número 85 en el Billboard Hot 100 de EE. UU. Para canciones el 17 de enero de 2018. También alcanzó el puesto 33 en la lista de canciones Hot R & B / Hip-Hop de EE. UU., Con la canción del álbum "Red Roses" también en esa lista, alcanzando el número 36 el 17 de enero de 2018. Uproxx dijo que el ranking de escalada de la semana anterior en las listas se disparó cuando lanzó el video musical de "Nowadays".
En enero de 2018, el álbum alcanzó el número 10 de álbumes Top R & B / Hip-Hop, subió  del número 16 al 6 en su segunda semana. Billboard escribió sobre los sencillos en ese momento, "Nowadays" ocupaba el puesto 22 en álbumes Top R & B / Hip-Hop. 
El 9 de noviembre de 2018, el álbum fue certificado como oro por la Recording Industry Association of America (RIAA) por ventas combinadas y unidades equivalentes al álbum de más de 500,000 unidades. Para diciembre de 2018, Life of a Dark Rose había vendido 652,000 unidades equivalentes a álbumes en los Estados Unidos.

## Lista de canciones
| N.º | Título                              | Productor (es) | Duración |  |
| 1.  | «Welcome to the Rodeo»              | Taz Taylor     | 2:49     |  |
| 2.  | «The Clique»                        | Maaly Raw      | 2:26     |  |
| 3.  | «Red Roses» (featuring Landon Cube) | Menoh Beats    | 4:23     |  |
| 4.  | «Lust»                              | CashMoneyAP    | 2:36     |  |
| 5.  | «Cloudy Skies»                      | Ghxst          | 3:13     |  |
| 6.  | «Signs of Jealousy»                 | Menoh Beats    | 2:58     |  |
| 7.  | «Big Money»                         | J Gramm        | 2:35     |  |
| 8.  | «Tell My Haters»                    | Taz Taylor     | 2:00     |  |
| 9.  | «Boss Up»                           | Aguafina       | 2:36     |  |
| 10. | «Garden»                            | Menoh Beats    | 3:05     |  |
| 11. | «Lettuce Sandwich»                  | Menoh Beats    | 3:15     |  |
| 12. | «Strictly Business»                 | Taz Taylor     | 2:39     |  |
| 13. | «Kill4u»                            | Taz Taylor     | 3:01     |  |
| 14. | «Nowadays» (featuring Landon Cube)  | CashmoneyAP    | 3:24     |  |

## Listas musicales
| Lista (2018)                            | Máxima posición |
| --------------------------------------- | --------------- |
| Australian Albums (ARIA)                | 92              |
| Bélgica (Ultratop Flandes)              | 115             |
| Canadá (Billboard Canadian Albums)      | 17              |
| Países Bajos (Album Top 100)            | 94              |
| Finlandia (Suomen virallinen lista)     | 43              |
| New Zealand Albums (RMNZ)               | 38              |
| US Billboard 200                        | 10              |
| Estados Unidos (Top R&B/Hip-Hop Albums) | 6               |
| Estados Unidos (Top Rap Albums)         | 5               |

## Certificaciones
| Región                | Certificación |
| --------------------- | ------------- |
| Canadá (Music Canada) | Oro           |
| Estados Unidos (RIAA) | Platino       |
| Reino Unido (BPI)     | Plata         |